# Fausto Soravia
Fausto Soravia (Pieve di Cadore, 11 febbraio 1949) è un ex bobbista italiano, atleta attivo negli anni settanta.
Ha fatto parte della nazionale italiana di bob partecipando a due campionati europei junior, un campionato europeo e due campionati mondiali:
- 1972 - Campionati europei juniores: 5º classificato[senza fonte]
- 1973 - Campionati europei juniores: 3º classificato [senza fonte]
- 1975 - Campionati mondiali: 15º classificato
- 1978 - Campionati mondiali: 9º classificato

Gareggiando per il Bob Club Pieve di Cadore, è stato per due volte campione italiano di bob a due (1978 e 1979), con un secondo posto nel 1981, mentre nel 1975 è giunto terzo nella gara di bob a quattro.
Dal 1981 al 1988 è stato allenatore federale.